# Der Zodiac-Killer
Der Thriller Der Zodiac-Killer aus dem Jahr 2005 erzählt von einer realen, bis heute unaufgeklärten Mordserie meist an jungen Paaren, und ihrem Mörder, dem Zodiac-Killer, die in den späten 1960er und 1970er Jahren stattfand.
Der Film ist nicht zu verwechseln mit dem bekannteren Film Zodiac – Die Spur des Killers von David Fincher aus dem Jahr 2007.

## Handlung
Im Dezember 1968 wird Mary Boucher wie auch ihr Freund Michael Newman im kalifornischen Vallejo erschossen. Auf den Fall wird der junge Inspektor Matt Parrish angesetzt, der trotz aller Bemühungen keinen Verdächtigen liefern kann.
Als im Juni 1969 der nächste Mord an der jungen Gina Chambers geschieht, setzt Matt alles daran, den Mörder zur Strecke zu bringen, selbst wenn das Familienleben durch seinen Übereifer darunter leidet. Matts zwölfjähriger Sohn Johnny versucht auf seine Weise, den Täter zu fangen, und widmet sich, wie sein Vater, mit Detailliebe dem Verbrechen. Der Junge sammelt Zeitungsberichte und versucht, sich in die Psyche des Täters hineinzudenken.
Der Mörder, der sich bald darauf Zodiac-Killer nennt, schickt Bekennerbriefe an Zeitungen und droht mit weiteren Morden im Großraum um Vallejo. Auch schickt er einen seltsamen Code mit den Briefen, hinter dessen Entschlüsselung die Identität des Verbrechers steht. Doch der Code entpuppt sich als Falle.
Matt Parrish, der Ende 1969 gegen die Anweisung seines Vorgesetzten Frank Perkins einen Tatverdächtigen verhaften will, der sich jedoch als unschuldig erweist, wird vom Dienst suspendiert.
Der Film endet mit dem Insert, dass der Zodiac-Killer, der sich bis heute zu 37 Morden bekannte, bisher noch nicht gefasst wurde.

## Hintergrund
- Zum Schutz der Privatsphären der Hinterbliebenen der Opfer wurden Namen und Fakten der Opfer geändert.
- Mit einem Budget von einer Million US-Dollar spielte der Film weltweit in Kinos lediglich rund 86.872 US-Dollar ein, lief allerdings in den USA nur in 10 Kinos und wurde sonst nur in Russland im Kino gezeigt.[1]
- Im deutschsprachigen Raum ist der Film seit dem 17. Oktober 2006 auf DVD erhältlich.